# قتل یان کوچیاک
یان کوچیاک (اسلواکی: Ján Kuciak) یک روزنامه‌نگار تحقیقی اهل اسلواکی بود که به همراه نامزدش در فوریه ۲۰۱۸ با شلیک افراد ناشناس در خانه شخصی اش ترور شد. یان کوچیاک هنگام مرگ در حال تحقیق دربارهٔ تقلب‌های مالیاتی احتمالی در اسلواکی بود. وی از جمله خبرنگارانی بود که اسناد پاناما در رابطه با پولشویی را افشا کرده بود.